# Gian Antonio Maggi
Gian Antonio Maggi (* 19. Februar 1856 in Mailand; † 12. Juli 1937 ebenda) war ein italienischer Mathematiker und Physiker.

## Biografie
Er studierte an der Universität Pavia mit dem Abschluss (Laurea) in Physik 1877 und in Mathematik 1881 und setzte sein Studium in Berlin bei Gustav Kirchhoff fort.  Nach der Rückkehr war er Assistent für Experimentalphysik in Pavia und habilitierte sich in theoretischer Physik. 1886 wurde er Professor für Analysis in Messina, 1895 für rationale Mechanik in Pisa und von 1925 bis zur Emeritierung 1931 war er Professor an der Universität Mailand, wo er 1929 mit Oscar Chisini und Giulio Vivanti das Istituto di Matematica gründete.
1910 wurde er Mitglied der Accademia dei Lincei und 1936 der Accademia Nazionale delle Scienze.
Er befasste sich mit theoretischer Physik und insbesondere Mechanik und (autonomen) Dynamischen Systemen und deren Stabilität. Weitere Forschungsgebiete waren Elastizitätstheorie, Elektrodynamik, Wellenausbreitung und physikalische Optik. Er war einer der Ersten, der systematisch nichtholonome Systeme behandelte (die Maggi-Gleichungen sind auf diesem Gebiet nach ihm benannt).

## Schriften
- Principi della teoria matematica del movimento dei corpi. 1896.
- Principi di stereodinamica. 1903.
- Geometria del movimento. 1914.
- Teoria fenomenologica del campo elettromagnetico. 1931.
- Dinamica dei sistemi; lezioni sul calcolo del movimento dei corpi naturali (Pisa: E. Spoerri, 1921).
- Dinamica fisica. Lezioni sulle leggi generali del movimento dei corpi naturali (Pisa: E. Spoerri, 1921).